# 丽纹梭子蟹
丽纹梭子蟹（学名：Portunus pulchricristatus）为梭子蟹科梭子蟹属的动物。分布于缅甸西岸、印度、阿曼湾、莫塔马湾以及中国大陆的广东、海南岛等地，生活环境为海水，常栖息于水深10米左右的沙石底及珊瑚礁的缝隙中。其生存的海拔上限为-10米。